# عبد الناصر العراسي
عبد الناصر العراسي ممثل كوميدي يمني ساخر يعتبر نفسه الثنائي للفنان إبراهيم الاشموري ومن مسلسلاته:
- شر البلية
- كيني ميني
- فرحان مش فرحان
- العاقبة (مسلسل)
- أواب (مسلسل).